# Bobæk
Bobæk (også: Stenderup Å; på tysk Bobeck, Stenderuper Au) er et vandløb i det nordøstlige Angel i Sydslesvig syd for den dansk-tyske grænse. Åen har en samlet længde på 7 km. Den udspringer et sted ved Kidholm i Hasselbjerg Kommune. Åen krydser ved landsbyerne Stenderup og Bobæk Nordvejen (B 199), passerer byen Gelting og slotsgravene på Gelting Gods, sammenløber med Gelting Å, inden den udmunder øst for Nordskov (ty. Grahlenstein) i Gelting Nor og dermed i Østersøen. Bobækken danner afsnitsvis kommunegrænsen mellem Gelting i vest og Hasselbjerg i øst. Åens ovre løb er præget af læhegne.
Åen er første gang nævnt 1697. Forleddet er snarest subst. bod (oldnordisk buð) for et skur for kreaturer, kvæg. Der kan også være tale om fiskerboder.
Vandløbet må ikke forveksles med Bollingsted Å syd for Flensborg, som også kaldes Stenderup Å efter landsbyen Stenderup ved Siversted.